# Gare de Sone (Hyōgo)
La gare de Sone (曽根駅, Sone-eki) est une gare ferroviaire localisée dans la ville de Takasago,dans la préfecture de Hyōgo au Japon. La gare est exploitée par la compagnie JR West, sur la ligne Sanyō (Ligne JR Kobe). Le numéro de gare est JR-A81.

## Situation ferroviaire
Établie à 5 mètres d'altitude, la gare de Sone est située au point kilométrique (PK) 46.4 de la ligne Sanyō. 

## Histoire
Le 23 janvier 1888, la gare est inaugurée par la Sanyo Railway sous le nom de gare d'Amida et se trouvait au PK 46.6 de la ligne. En 1893, la gare est déplacée de 800m vers l'est pour se trouver au PK 45.8. Le 1er mars 1902, la gare change de nom et  est baptisée Sone. Cinq ans plus tard, la gare change à nouveau d'endroit pour se trouver à son emplacement actuel. Le 17 janvier 1995, la gare est fermée à cause du séisme de 1995 à Kobe. En 2003, la carte ICOCA devient utilisable en gare.
En 2014, la fréquentation journalière de la gare était de 4 092 personnes
| 2010  | 2011  | 2012  | 2013  | 2014  |
| 4 077 | 4 093 | 4 123 | 4 299 | 4 092 |

## Service des voyageurs

### Accueil
La gare dispose de billetterie automatique verte pour l'achat de titres de transport pour shinkansen et train express. La carte ICOCA est également possible pour l’accès aux portillons d’accès aux quais.

### Desserte
La gare de Sone est une gare disposant de deux quais et de deux voies. La desserte est effectuée par des trains rapides ou locaux.
Une troisième voie centrale existe, mais celle-ci a été retirée du service et sert entre autres, de voie de stationnement de train.
| N° de voie | Ligne     | Direction         |
| ---------- | --------- | ----------------- |
| 1          | A JR Kobe | Sannomiya - Osaka |
| 3          | A JR Kobe | Himeji - Aioi     |

Installations et desserte
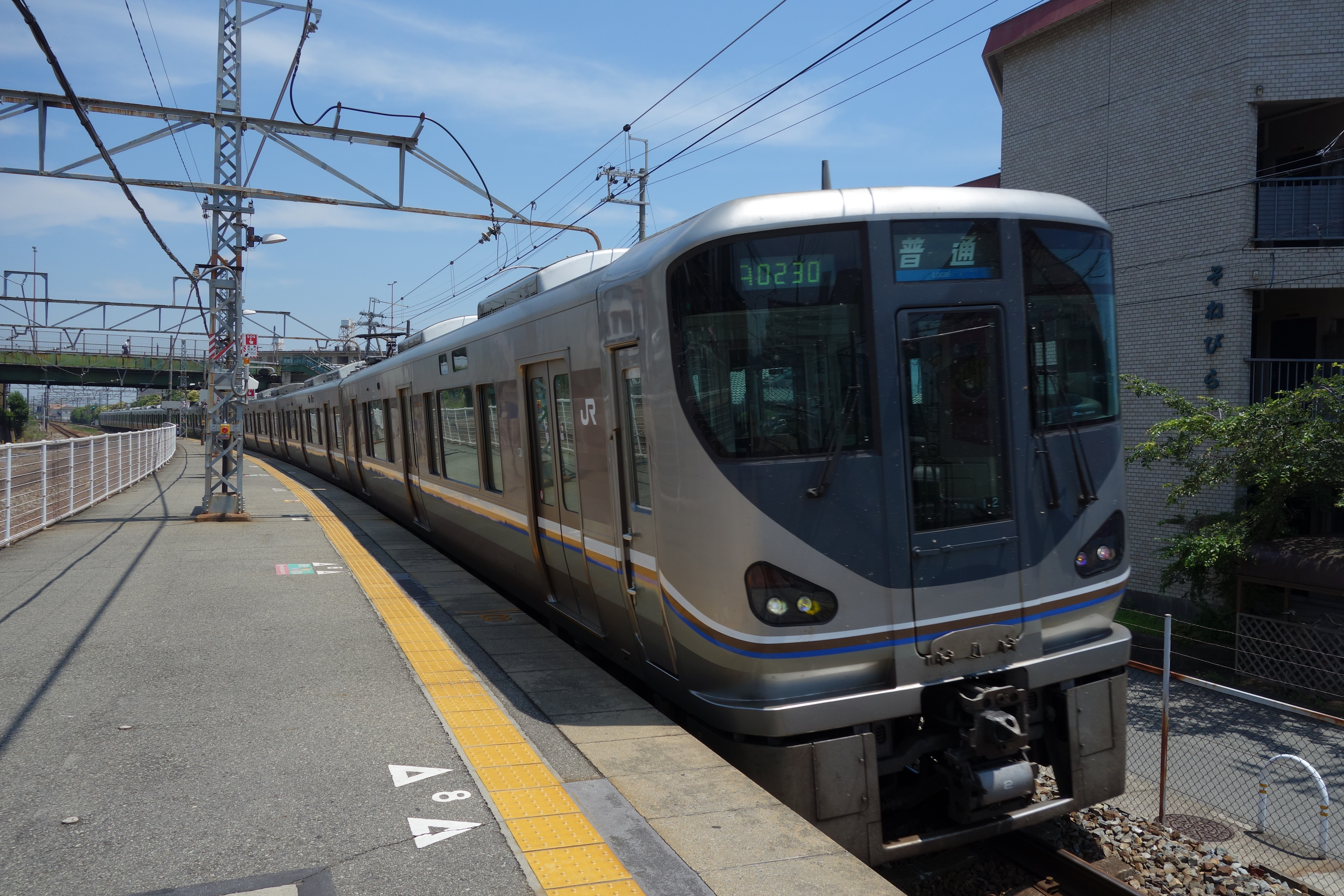
Train stationné sur la voie 3 de la gare.
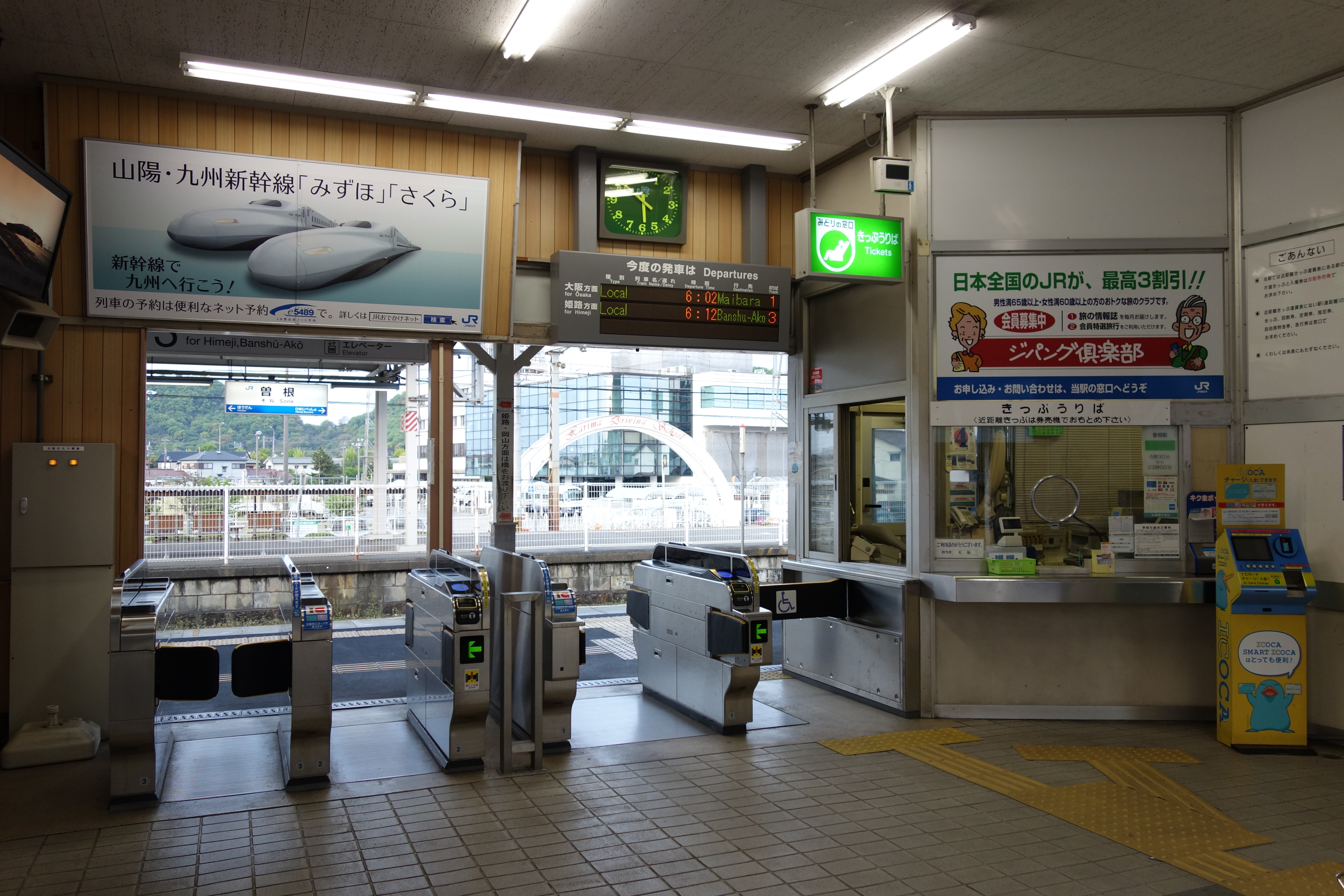
Intérieur de la gare devant les portillons d’accès.

### Intermodalité

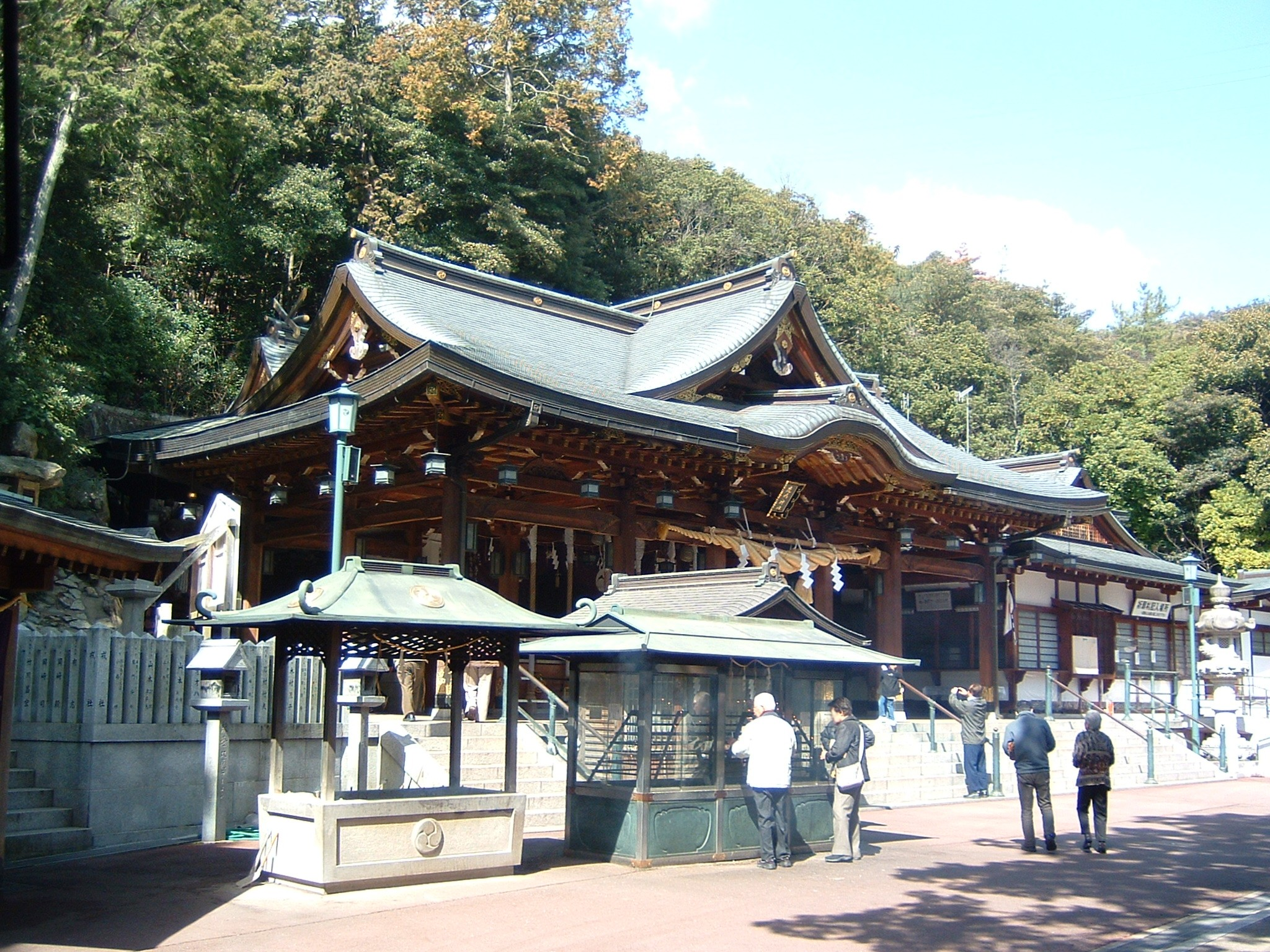
Kashima-jinja

Un arrêt de bus du réseau Shinki Bus est  également disponible près de la gare.
La gare de Sanyo Sone de la Sanyo Electric Railway se trouve à 1,5 km au nord.
La gare permet d'accéder à plusieurs lieux remarquables :
- Le sanctuaire shinto de Kashima-jinja